# Dasystole tenax
Dasystole tenax är en fjärilsart som beskrevs av Paul Dognin 1921. Dasystole tenax ingår i släktet Dasystole och familjen mätare. Inga underarter finns listade i Catalogue of Life.